# 黛博拉·利普斯塔特
黛博拉·埃絲特·利普斯塔特（英語：Deborah Esther Lipstadt，1947年3月18日—）是一名美國歷史學家和外交官，其最有名的著作是《否認大屠殺》（1993年）、《法庭上的史實：我的與大屠殺否認者在法庭的日子》（2005年）、《艾希曼的審判》（2011年）和《Antisemitism: Here and Now》（2019年）。利普斯塔特於2022年5月3日起擔任美國監測和打擊反猶太主義特使。1993年以來，她是美國喬治亞州亞特蘭大埃默里大學現代猶太歷史和大屠殺研究的多羅特教授。
利普斯塔特是美國大屠殺紀念博物館的顧問。1994年，美國總統比爾·柯林頓任命她為美國大屠殺紀念委員會成員，並擔任兩屆成員。2021年7月30日，喬·拜登總統提名她為美國監測和打擊反猶太主義特使。2022年3月30日，她經口頭表決通過，並於2022年5月3日宣誓就職。2023年，利普斯塔特被《時代》雜誌評為全球百大最具影響力人物之一。

## 早年生活
黛博拉出生於纽约市，米利安（本姓Peiman；1915-2013）和Erwin Lipstadt（1903-1972）的女兒。她的母亲是在加拿大出生，她的父亲出生于德国，是一位推銷員。她的父母在他们鄰近的犹太教堂認識。她的姐姐海伦也是历史学家，弟弟纳撒尼尔則是在华尔街工作的投資人。她在长岛的希伯来研究所讀書，並在紐約皇后區的法羅卡韋長大。她在Temple Shaaray Tefila向拉比Emanuel Rackman學習。黛博拉夏天大多在马萨德營地度過。大三時，她在耶路撒冷希伯来大学當交換學生，當時以色列正進行六日战争。1969年，她在纽约市立学院拿到美國歷史的大學文憑。1976年，她在布兰代斯大学完成了她的碩士與博士学位，研究主題都與犹太人的历史相關。拿到博士學位後，她開始在西雅圖的华盛顿大学教書。

## 大衛欧文诽谤案
1996年9月5日，否認大屠杀存在的大衛·艾文於英國法庭控告黛博拉和她的出版商企鵝出版集團毀謗，認為黛博拉在否认大屠杀一書中，使用了他的作品和評論強調了他否认大屠杀的觀點。
黛博拉的法律辩护团队由Mishcon de Reya律師事務所的安东尼朱利叶斯領導，企鵝出版社的法律團隊則由Davenport Lyons律師事務所的Kevin Bays和Mark Bateman領導。两被告皆指定Richard Rampton為御用大律師，而企鹅出版社还指定希瑟罗杰斯作为初级大律师。辩护方的專家證人包括劍橋大學历史学家Richard J. Evans、克里斯托弗·布朗宁、 Robert Jan van Pelt 以及Peter Longerich。

## 外部連結
- TED上的黛博拉·利普斯塔特